# Lista de tesouros nacionais do Japão (pinturas)
O termo "tesouro nacional" (国宝, kokuhō) é usado no Japão desde 1897 para identificar os ativos mais valiosos do património cultural do Japão, embora a sua definição e critérios tenham sido alterados. As pinturas referenciadas nesta lista correspondem à definição actual e foram designados "tesouros nacionais" quando a lei para a proteção da propriedade cultural entrou em vigor em 9 de junho de 1951. Como tal, os tesouros estão sujeitos a restrições de transporte e não podem ser exportados. Os proprietários são obrigados a informar ao Tesouro Nacional qualquer tipo de mudança, como danos ou perdas, e é necessário obter permissão para alterar o local, a transferência de propriedade ou reparos propostos. As peças são escolhidas pelo Ministério da Educação, Cultura, Desporto, Ciência e Tecnologia do Japão, com base no seu "valor histórico ou artístico particularmente elevado".
Esta lista apresenta 159 incrições de pinturas provenientes do século VIII, do clássico período Nara até início do século XIX, começo da era moderna do Japão, o período Edo. As pinturas listadas representam temas budistas, paisagens, retratos e cenas da corte, algumas das quais foram importadas directamente da China. A descrição das obras estão mais detalhados podendo não existir o nome do autor correspondente a cada uma, e é possível encontrar outros nomes na literatura como alternativa para determinada obra.